# Роман Фелінський
Рома́н Фелі́нський (пол. Roman Feliński, 7 лютого 1886, Львів — 23 березня 1953, Вроцлав) — польський архітектор, урбаніст. Автор першого підручника з урбаністики польською мовою.

## Біографія
Народився 7 лютого 1886 року у Львові в родині кравця Фелікса Фелінського. Закінчив у Львові цісарсько-королівську Вищу реальну школу, потім протягом 1903—1905 років навчався у Львівській політехніці, після чого продовжив навчання в Мюнхені. Повернувся до Львова, де у 1909—1910 роках відбував практику у проєктно-будівельному бюро Альфреда Захаревича і Юзефа Сосновського, а пізніше, у 1911—1915 роках — у бюро Міхала Уляма, де протягом певного часу був керівником архітектурного відділу. Практикою здобув великого досвіду проєктування та керівництва будівельними роботами. За проєктами Фелінського фірма Уляма звела 25 великих об'єктів. 1916 року видав перший польський підручник з урбаністики. 1918 року працював у львівському Крайовому управлінні, у бюро, що займалось регуляцією знищених війною районів. Стилістика споруд Львівського періоду частково базувалася на трансформованих у дусі модерну мотивах місцевого ренесансу та бароко, що в той час отримали назву «модернізований польський ренесанс» або «свойський стиль». В деяких будівлях проглядається німецький експресіонізм із елементами стилізованого класицизму. Фелінський займався також окремим проєктуванням фасадів, деколи керував будівництвом. Авторство споруд львівського періоду значною мірою вдалося встановити завдяки каталогу фірми Міхала Уляма від 1913 року із фотографіями реалізованих фірмою об'єктів.
Протоягом 1919—1945 років проживав у Варшаві. Спочатку працював у Міністерстві публічних робіт, де організував і до 1926 року очолював відділ регуляції житлової забудови. У цей період під його керівництвом виконано кільканадцять генпланів міст та окремих районів. Частину з них експонували на виставці декоративного мистецтва в Парижі 1925 року і відзначили почесним дипломом. Тут же у Варшаві організував власне проєктне бюро. У Варшавському повстанні загинув його син Лешек. Наприкінці 1944 року згорів дім Фелінського, разом з архівом і усім творчим доробком, зокрема рукопис тритомної енциклопедії, присвяченої теорії містобудування.
Після 1945 року працював у Нижньосілезькому воєводстві. Організував і очолив Управління відбудови, котре займалось повоєнним відновленням споруд воєводства, у першу чергу житла. Проживав послідовно у Тжебниці, Легниці і Вроцлаві, що було пов'язано з просуванням фронту. Було виконано надзвичайний обсяг робіт, за що Фелінського неодноразово відзначено нагородами, серед яких офіційна відзнака Міністерства будівництва. В цей період Фелінський виконав і ряд власних робіт. Серед них найбільш великим є проєкт відновлення будівлі Президії воєводської народної ради, зокрема оздоблення найбільшої у споруді зали засідань; проєкт концепції військового цвинтаря радянських солдатів на вулиці Льотничій. 1949 року звільнився з посади голови Управління за власним бажанням. Проживав у будинку, що належав Вроцлавській політехніці на вулиці Смолюховського, 22. Відзначений золотим хрестом за заслуги «За відродження Польщі». Помер 23 березня 1953 року у Вроцлаві. Похований на міському кладовищі там же.
Дружина Фелінського, Розалія померла того ж року, що й чоловік 13 листопада. У Фелінського був брат Казимир, що працював будівельним інженером у Варшаві (помер 1969 року). Донька Фелінського — Кристина, історик мистецтва за фахом, працювала редактором вроцлавського видавництва Оссолінеума. Померла 2007 року.
Діяльність Фелінського залишається мало дослідженою. Причинами цього є сильна географічна розпорошеність його праць по території Польщі. Велика кількість його власних проєктів та теоретичних напрацювань втрачена. Фелінський є автором близько 150 реалізованих будівель, 30 генпланів, понад 100 друкованих праць та фахових статей.

## Реалізовані проєкти

### Львівський період
- Прибутковий будинок Саломона Рогатина на нинішній вулиці Донцова, 4. Проєкт виконаний у червні 1909 року, будівництво завершено 1911. Дослідник творчості Фелінського, Якуб Левицький припускає, що Фелінський виступав лише проєктантом фасаду і виконував нагляд за будівництвом. Автором планів був ймовірно Фердинанд Касслер — один із проєктантів бюро Міхала Уляма. Будинок стилістично близький до німецького модерну, із яким Фелінський добре ознайомився протягом навчання у Мюнхені. Виразності фасадам надають два двоярусні еркери, з балконами. Другий та третій яруси вкриті фактурним тиньком.
- Житловий будинок Ізидори Шутц на вулиці Коперника, 5. Дата проєктування невідома, будівництво завершено близько 1911 року. Скульптурний декор Зигмунта Курчинського. Дім спроєктовано на вузькій видовженій ділянці, що виходить до вулиці меншою стороною. Складається із головного та тильного будинків, поєднаних між собою.
- Проєкт готелю «Нью-Йорк» у спрощених неокласичних та модерністичних формах на нинішньому проспекті Свободи, 45. Проєкт 1911 року, будівництво завершено 1912. Фасад і план спроєктовані надто традиційно, як на свій час, що можливо було вимогою замовника. В радянський час готель мав назву «Дніпро». До нашого часу дім дійшов у перебудованому вигляді (готель «Опера»).[1]
- Чотириповерховий житловий будинок родини Ліберманів на нинішній вулиці Ковжуна, 4. Перший проєкт розроблено близько 1910 року. Будинок критиковано магістратом через конструктивні особливості і надто велику висоту (вулиця на той час була забудована 3-поверховими будинками). Фасад має характерні для манери Фелінського геометричні форми. Основним елементом є два гранчастих ризаліти третього і четвертого поверхів, поєднані балконами. На фасадах застосовано тиньк різної фактури (на першому ярусі гладкий, на решті — зернистий).
- Два прибуткові житлові будинки в стилі модернізованого класицизму на вулиці Фредра 4 і 4а. Проєкт розроблявся у 1911, 1912 роках, будівництво завершено 1912 року. В усіх перекриттях застосовано залізобетонні конструкції. Будинки мають нетипове для львівських чиншових кам'яниць розпланування. Флігелі з допоміжними приміщеннями (кухнями, санвузлами) примикають до будинків на осях, що дозволило влаштувати вікна з обидвох боків.
- Будинки Торговельної спілки і Міхала Ауербаха на нинішній вулиці Шевченка, 24, 26. Проєкти 1912 року, будівництво завершено 1913.
- 5-поверховий житловий будинок на нинішній вулиці Хмельницького, 11. Разом із сусідніми будинками № 5, 7 і 9, спроєктованими в бюро Адольфа Піллера, творить монументальний модерністський архітектурний ансамбль. Будинок складається з торгових приміщень, кінозалу та помешкань. Проєкт 1911—1912 років, будівництво завершено наприкінці 1912 року.
- Житлові будинки Грюнерів на вулиці Гнатюка, 20, 22. Спроєктовані 1910 року Фердинандом Касслером за участі Романа Фелінського, будівництво завершено у 1911 році. Скульптурне оздоблення Зигмунта Курчинського. В основі будинку каркас із залізобетонних стовпів і перекриттів. Внутрішнє планування організовано цегляними перегородками. Один з найкращих зразків модерну німецького зразка в архітектурі Львова.
- Торговий центр «Магнус» на розі вулиць Городоцької та Шпитальної. Збудований 1913 року, як монолітна залізобетонна конструкція в стилі раціональної сецесії.
- Базар братів Гродель на нинішній вулиці Бандери у Львові (не зберігся).
- Передпоховальна синагога «Бет Тахара» на Янівському цвинтарі.
- Прибутковий будинок банкіра Мойсея Рогатина на розі вулиць Січових Стрільців,12 і Костюшка. Проєкт 1911—1912 рр., реалізація тривала до 1913 року. Скульптурне оздоблення Тадеуша Блотницького. На першому поверсі містилась кав'ярня «Ренесанс» з інтер'єром оформленим за ескізами Фелінського з великими алегоричними полотнами Фелікса Вигживальського.
- Житловий будинок на вулиці Братив Рогатинців, 15 (1911).[2]

### Варшавський період
- Власний дім на вулиці Армії Людової, 30 (спроєктовано близько 1926 року).
- Дім при вулиці Фільтровій.
- Дім при вулиці Ленчицькій.
- Дім при вулиці Ожеховській.
- Дім при вулиці Лікарській.
- Дім при вулиці Віленській.
- Дім в мікрорайоні Прага.
- Дім при вулиці Мохнацького, 4.
- Керівництво спорудженням житлового будинку для держслужбовців на вулиці Топольовій.[3]

### Вроцлавський період
- Проєкт відбудови Президії воєводської народної ради. Реконструкцію та оздоблення проведено зі збереженням особливостей архітектури 1930-х років.
- Проєкт локалізації споруди Інституту фізики.
- Проєкт детального планування скверу при Робітничій лікарні (район Псє Поле).
- Проєкт детального планування Центру технічно-механічної освіти на вулиці Могиленській.
- Проєкт реконструкції гуртожитку і закладу громадського харчування при вулиці Шевській, 6/7.
- Проєкт гуртожитку працівників Rafawag на вулиці Стшегомській.
- Концептуальний проєкт цвинтаря радянських солдатів на вулиці Льотничій. Перший варіант виконано ще у 1948 році. Остаточний — у 1950. Проєкт реалізовано не було, а нову концепцію розробив Тадеуш Пташицький із вроцлавського Містопроєкту.
- Проєкт цвинтаря радянських солдатів у Свидниці (1948). Сучасний стан зебереження поганий.
- Проєкти промислових об'єктів. Це Дилаковські заклади трикотажної промисловості (концептуальний проєкт), Магнезитовий завод в Зомбковіцах.

## Публікації
- Feliński R. O planach regulacyjnych miast i osiedli // Architektura i budownictwo. — № 1, 1925. — S. 18—20.
- Feliński R. Projekt domów Spółdzielni mieszkaniowej przy ul. Filtrowej w Warszawie // Architektura i budownictwo. — № 6, 1925. — S. 32.
- Feliński R. Budowa miast. — Lwów, 1916
- Feliński R. Miasta, wsie i uzdrowiska w osiedleńczej organizacji kraju, Warszawa 1937

## Галерея

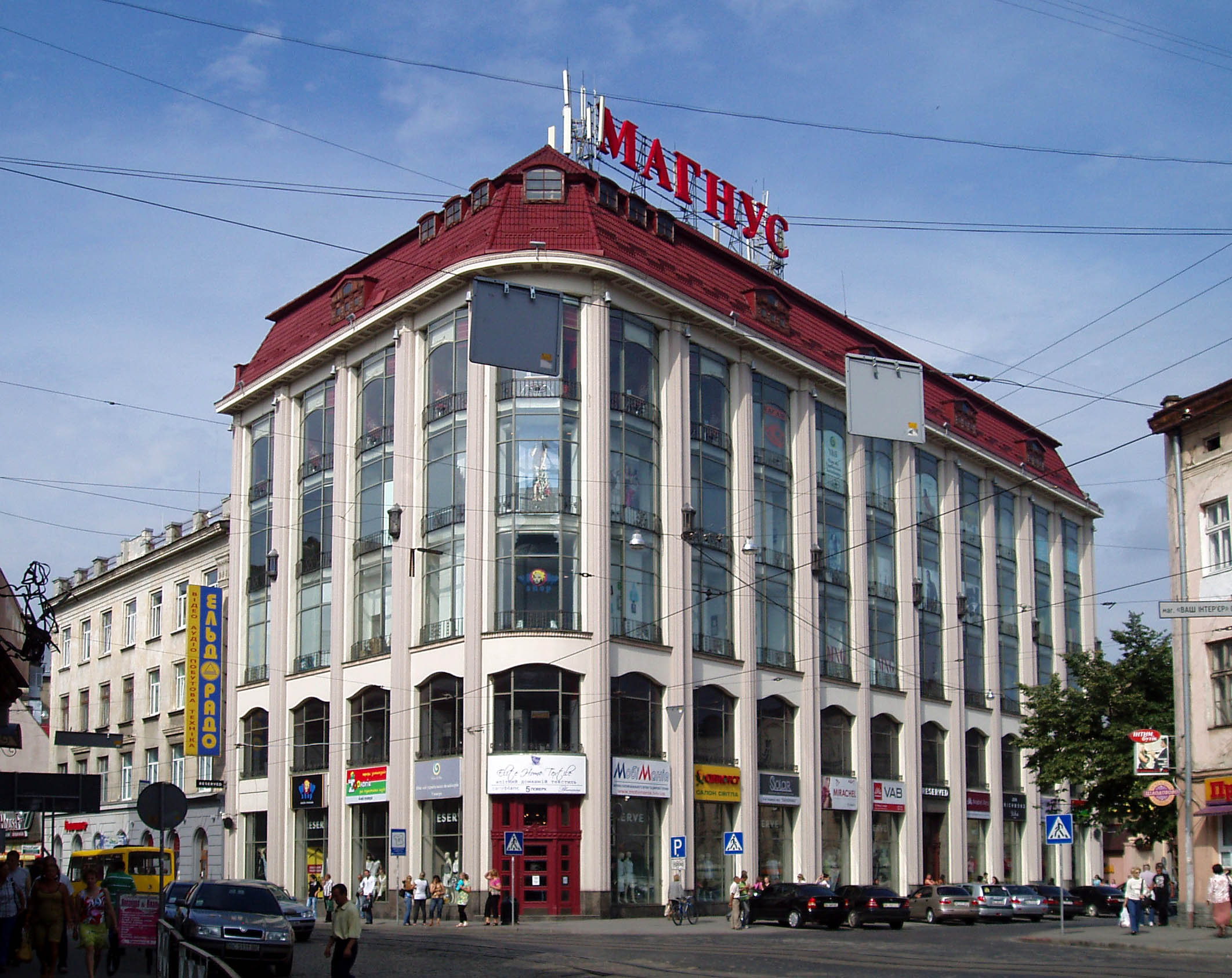
Торговий центр «Магнус»
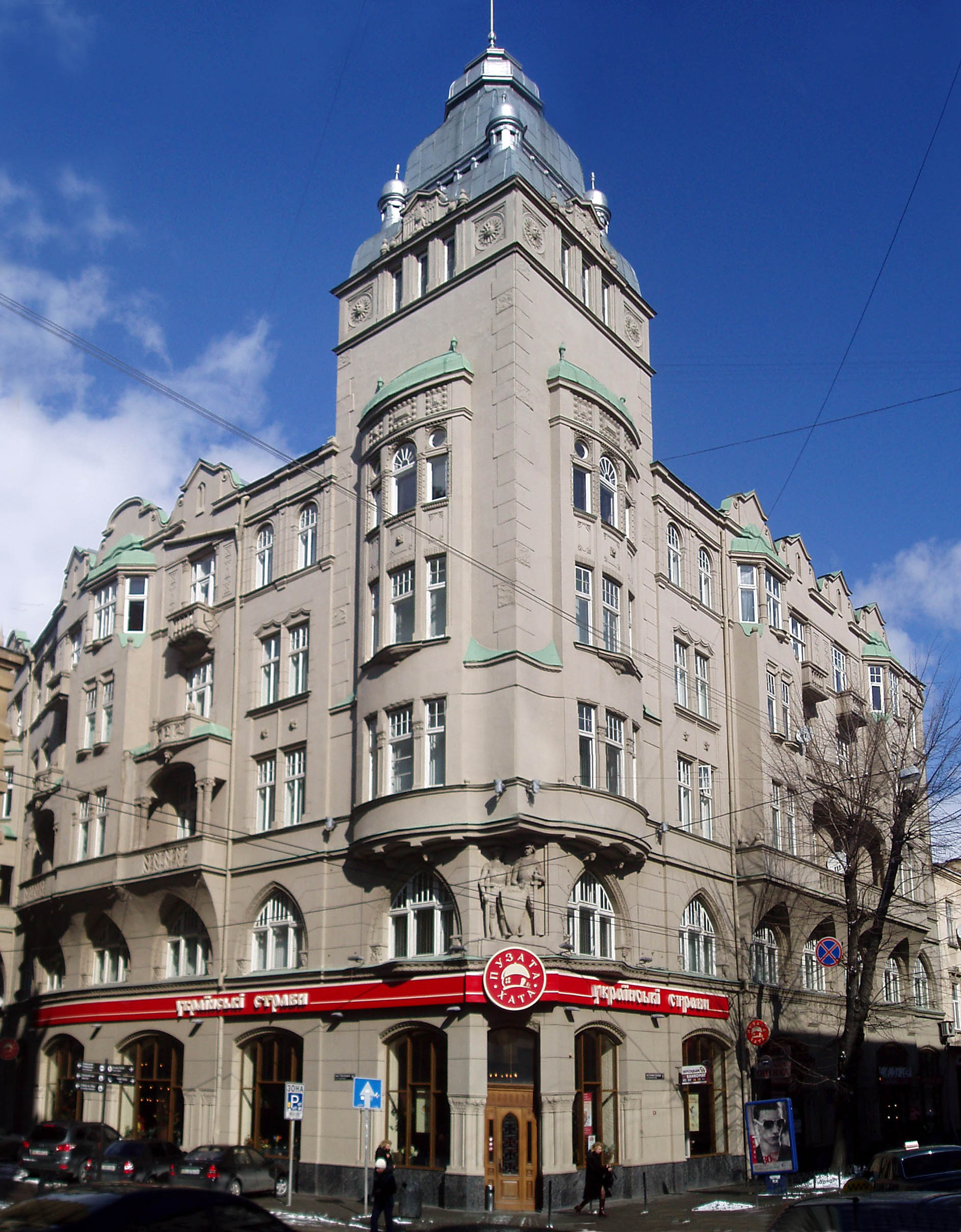
Прибутковий будинок банкіра Мойсея Рогатина на вул.Січових Стрільців, 12
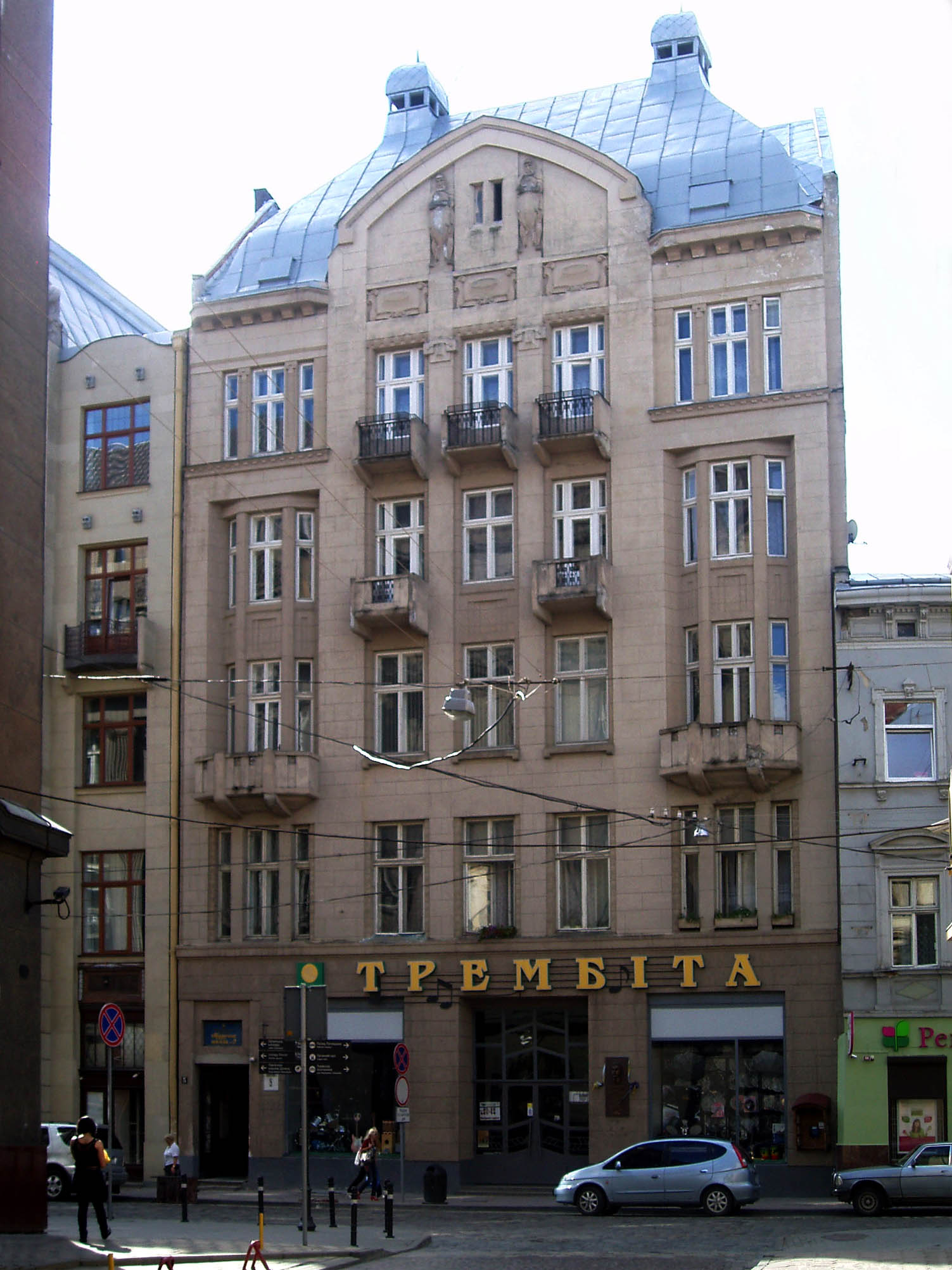
Дім на вулиці Коперника у Львові
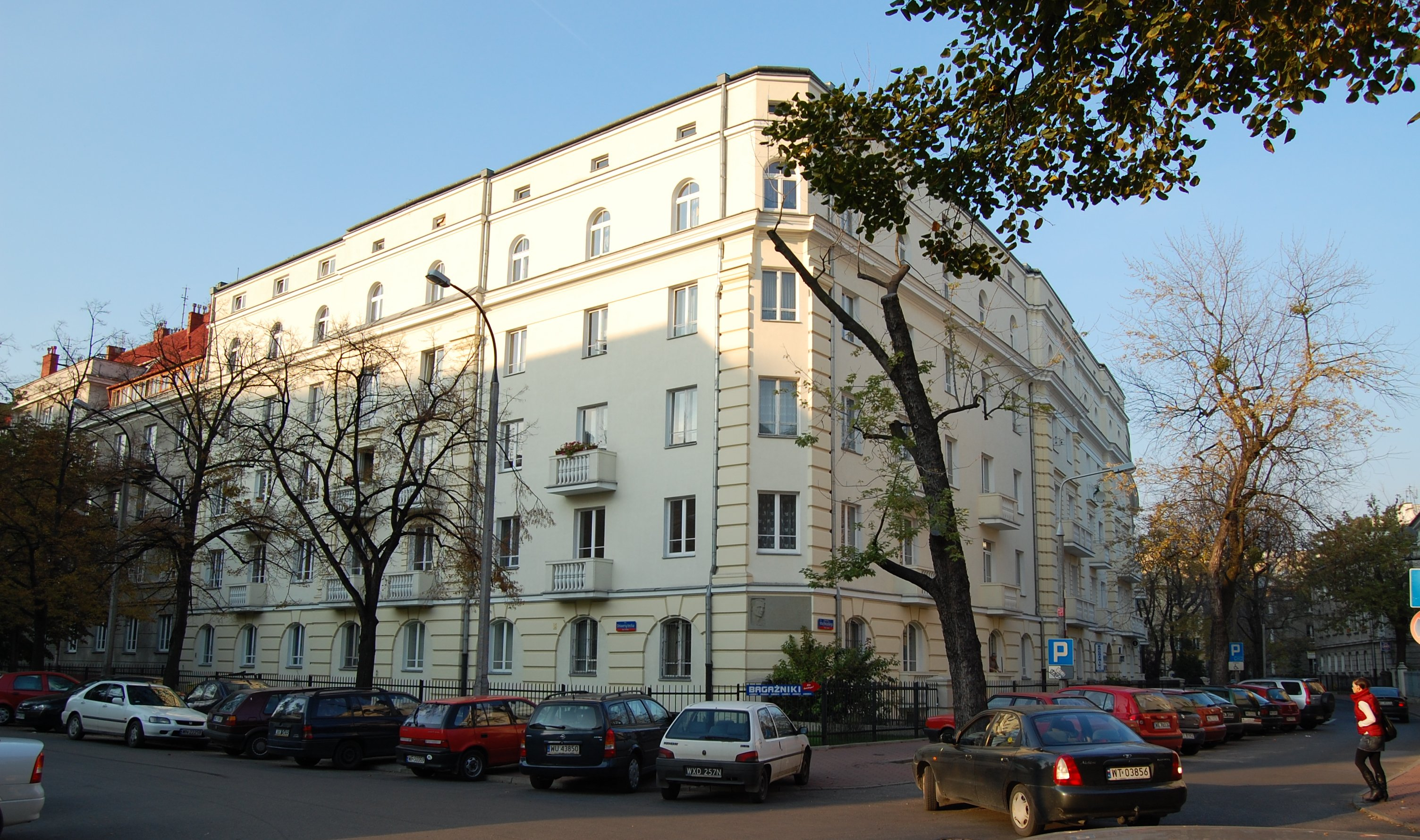
Дім на вулиці Мохнацького, 4 у Варшаві
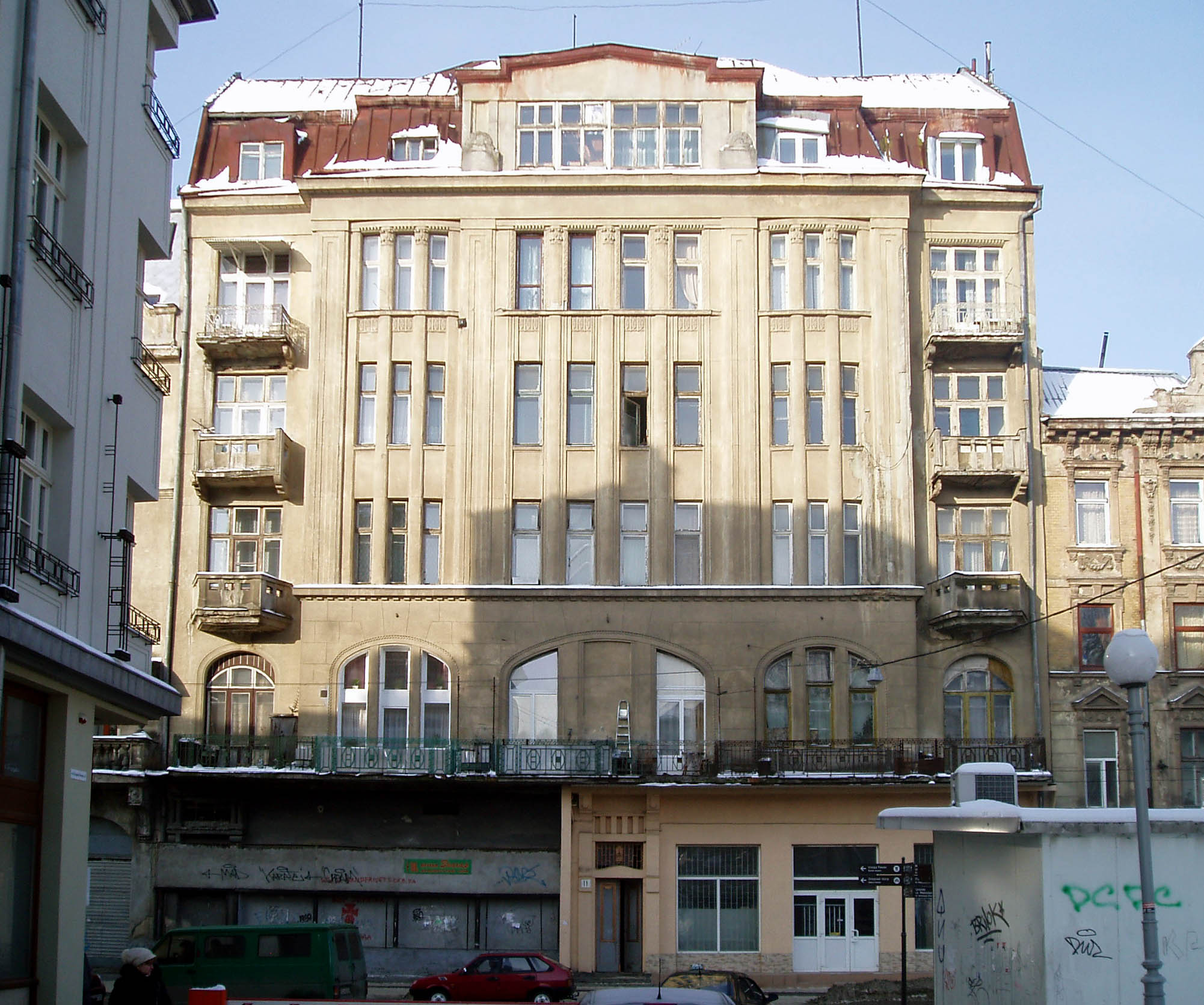
Дім на вулиці Хмельницького, 11 у Львові
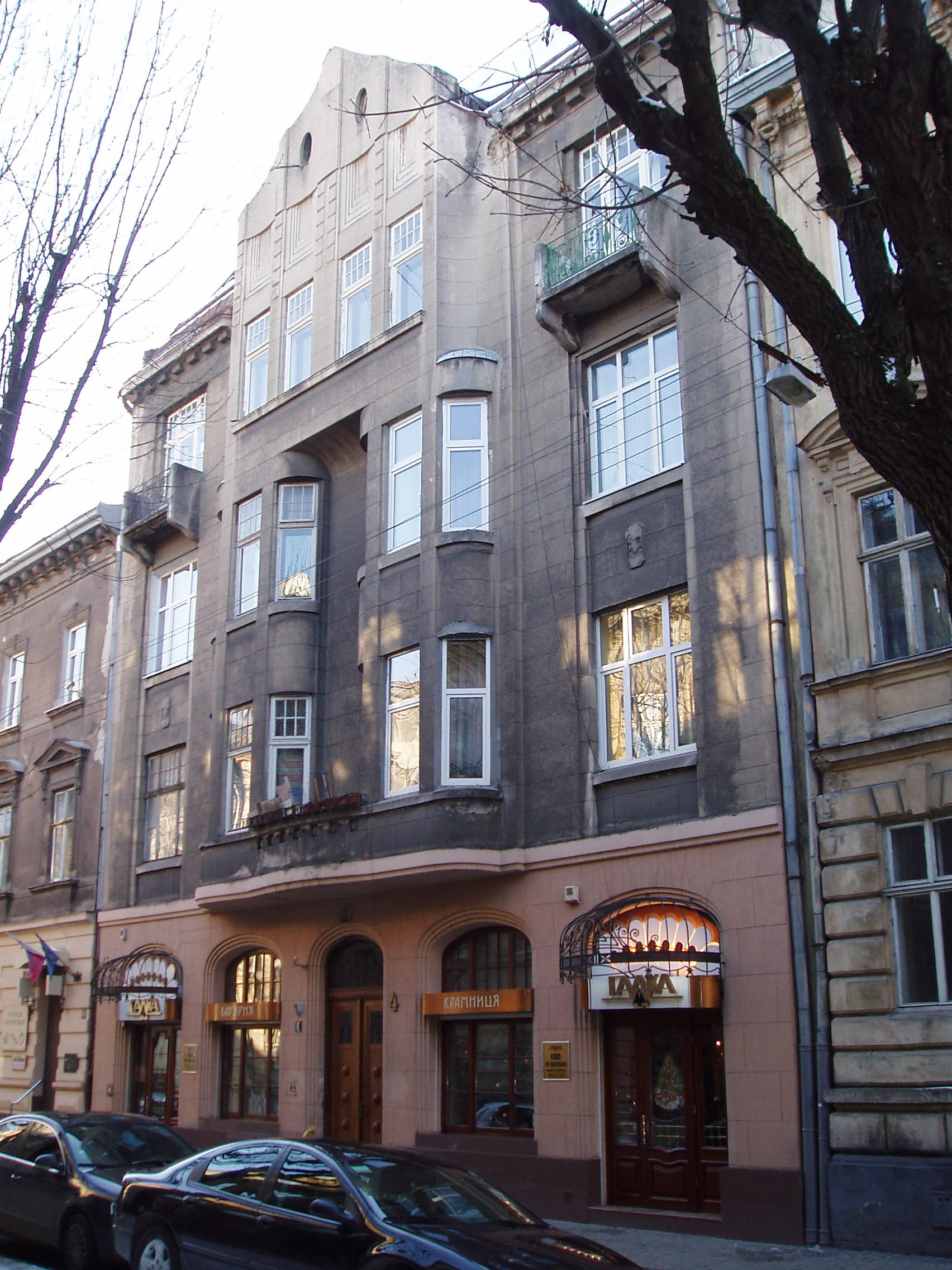
Дім на вулиці Ковжуна, 4 у Львові
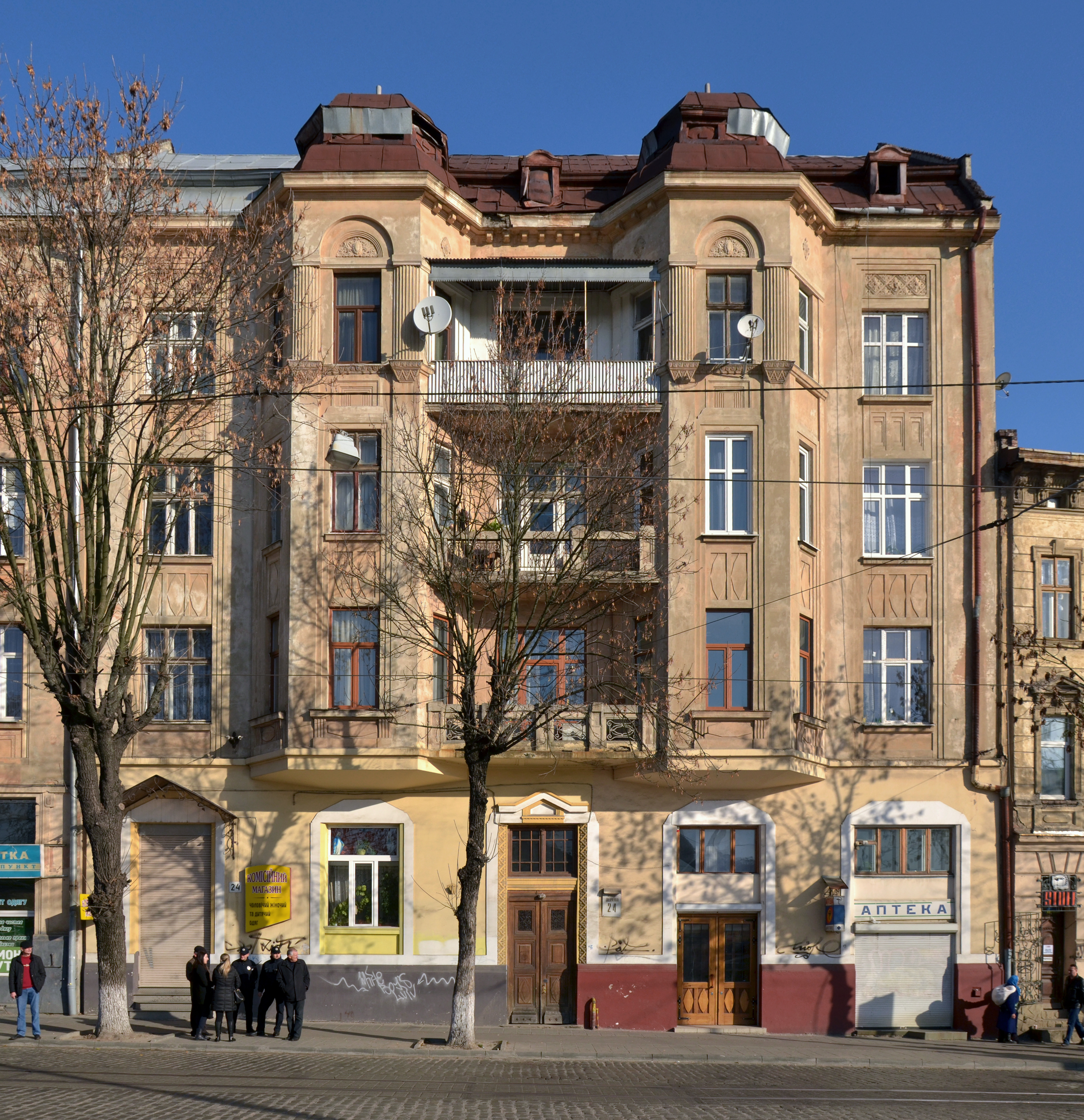
Вулиця Шевченка, 24 у Львові